# Ron Harper (2000)
Ronald Harper jr., detto Ron (Paterson, 12 aprile 2000), è un cestista statunitense di origini filippine, di ruolo ala grande, professionista nella NBA.

## Statistiche

### NCAA
| Anno      | Squadra            | PG  | PT  | MP   | TC%  | 3P%  | TL%  | RP  | AP  | PRP | SP  | PP   |
| --------- | ------------------ | --- | --- | ---- | ---- | ---- | ---- | --- | --- | --- | --- | ---- |
| 2018-2019 | Rutgers S. Knights | 31  | 18  | 22,4 | 41,3 | 27,8 | 67,9 | 3,1 | 1,1 | 0,6 | 0,5 | 7,8  |
| 2019-2020 | Rutgers S. Knights | 31  | 31  | 28,1 | 45,2 | 34,9 | 70,8 | 5,8 | 1,0 | 0,8 | 0,8 | 12,1 |
| 2020-2021 | Rutgers S. Knights | 27  | 27  | 32,0 | 44,1 | 31,0 | 73,6 | 5,9 | 1,6 | 0,7 | 0,6 | 14,9 |
| 2021-2022 | Rutgers S. Knights | 32  | 32  | 34,2 | 44,2 | 39,8 | 79,5 | 5,9 | 1,9 | 1,0 | 0,6 | 15,8 |
| Carriera  | Carriera           | 121 | 108 | 29,1 | 43,9 | 34,0 | 74,1 | 5,1 | 1,4 | 0,8 | 0,6 | 12,6 |

#### Massimi in carriera
- Massimo di punti: 31 vs Maryland-College Park (15 gennaio 2022)[1]
- Massimo di rimbalzi: 13 vs New Jersey Tech (16 novembre 2021)
- Massimo di assist: 5 (3 volte)
- Massimo di palle rubate: 4 (2 volte)
- Massimo di stoppate: 3 (2 volte)
- Massimo di minuti giocati: 46 vs Notre Dame (16 marzo 2022)

### NBA

#### Regular Season
| Anno      | Squadra         | PG | PT | MP   | TC%  | 3P%  | TL% | RP  | AP  | PRP | SP  | PP  |
| --------- | --------------- | -- | -- | ---- | ---- | ---- | --- | --- | --- | --- | --- | --- |
| 2022-2023 | Toronto Raptors | 9  | 0  | 5,3  | 50,0 | 33,3 | 100 | 0,8 | 0,4 | 0,0 | 0,1 | 2,2 |
| 2023-2024 | Toronto Raptors | 1  | 0  | 4,0  | -    | -    | -   | 0,0 | 1,0 | 0,0 | 0,0 | 0,0 |
| 2024-2025 | Detroit Pistons | 1  | 0  | 17,0 | 12,5 | 0,0  | 100 | 7,0 | 2,0 | 0,0 | 0,0 | 4,0 |
| Carriera  | Carriera        | 11 | 0  | 6,3  | 37,5 | 20,0 | 100 | 1,3 | 0,6 | 0,0 | 0,1 | 2,2 |

#### Massimi in carriera
- Massimo di punti: 10 vs Milwaukee Bucks (9 aprile 2023)[2]
- Massimo di rimbalzi: 4 vs Milwaukee Bucks (9 aprile 2023)
- Massimo di assist: 2 vs Charlotte Hornets (4 aprile 2023)
- Massimo di palle rubate: -
- Massimo di stoppate: 1 vs Charlotte Hornets (4 aprile 2023)
- Massimo di minuti giocati: 22 vs Milwaukee Bucks (9 aprile 2023)

### G League
| Anno      | Squadra           | PG | PT | MP   | TC%  | 3P%  | TL%  | RP  | AP  | PRP | SP  | PP   |
| --------- | ----------------- | -- | -- | ---- | ---- | ---- | ---- | --- | --- | --- | --- | ---- |
| 2022-2023 | Raptors 905       | 43 | 41 | 33,0 | 49,0 | 34,1 | 75,5 | 5,3 | 3,5 | 1,2 | 1,3 | 17,1 |
| 2023-2024 | Raptors 905       | 6  | 6  | 27,2 | 45,5 | 19,2 | 91,7 | 4,0 | 3,0 | 0,8 | 0,5 | 13,8 |
| 2024-2025 | Maine Celtics     | 14 | 7  | 24,6 | 48,3 | 39,2 | 71,4 | 2,9 | 1,4 | 0,7 | 0,4 | 14,1 |
| 2024-2025 | Motor City Cruise | 23 | 22 | 32,6 | 42,1 | 38,3 | 88,9 | 4,5 | 2,7 | 1,1 | 0,7 | 17,4 |
| Carriera  | Carriera          | 86 | 76 | 31,1 | 46,7 | 35,8 | 79,9 | 4,6 | 2,9 | 1,1 | 0,9 | 16,5 |

## Vita privata
Il padre, Ron Harper, ha giocato per 15 stagioni nella NBA, vincendo cinque titoli. Il fratello, Dylan Harper, ha giocato anch'egli nella pallacanestro universitaria a Rutgers e milita nei San Antonio Spurs.